# Protapanteles eugeni
Protapanteles eugeni är en stekelart som först beskrevs av Papp 1972.  Protapanteles eugeni ingår i släktet Protapanteles och familjen bracksteklar. Arten är reproducerande i Sverige. Inga underarter finns listade i Catalogue of Life.